# 遠藤現夢

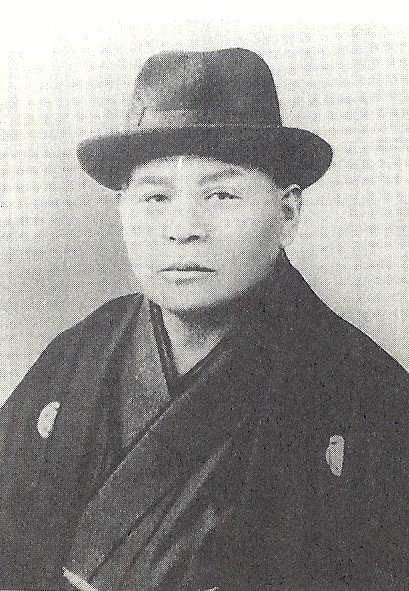
遠藤現夢（十次郎）

遠藤 現夢（えんどう げんむ  1864年2月17日（文久4年1月10日） - 1934年（昭和9年）12月6日）は、明治から昭和時代の地域開発者。本名を遠藤 十次郎（えんどう じゅうじろう）といい、福島県北部にある磐梯高原（裏磐梯）緑化の父と呼ばれる。

## 生涯

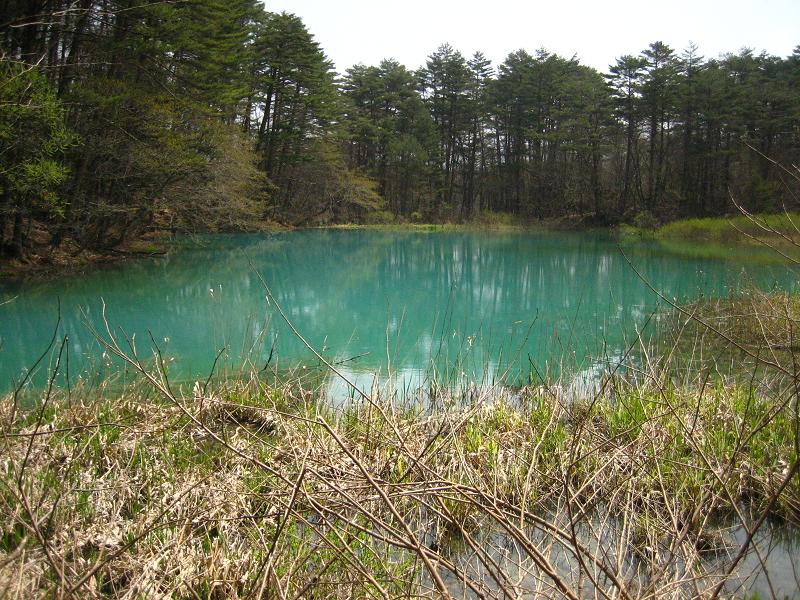
遠藤の墓は五色沼のうち「青沼」（写真）のほとりにある。

1864年（文久4年）、会津藩のお膝元である会津若松の商家・瀧口太右衛門（醸造業）の12男として生まれ、同じ醸造業で醤油製造を営む遠藤家の養子となり、幼少より剣術を習って真一刀流を極めた。自宅にも道場を作り、近所の子どもたちの習わせるなど、剣術の普及にも努めたという。
現夢による植林の始まりは、まず鶴ヶ城跡であった。現夢は城の近くに住んでいたことから、松平家からその手入れを任せられる。当時の城跡には桜ヶ馬場以外にほとんど桜はなかったが、1908年（明治41年）城跡近くに陸軍歩兵連隊が設置された記念に、同志とともに1000本に及ぶソメイヨシノを植えたのが始まりである。後に会津若松市内の墓山と並ぶ松平家の霊廟、猪苗代町の見禰山にもスギの植林を行っている。
その後、1888年（明治21年）の磐梯山噴火に伴う膨大な岩屑なだれに覆われて数十年間荒地のままだった裏磐梯を、もう一度野鳥のさえずる森に変えたいとの願いから、およそ2年をかけて1340haにも及ぶ広大な地への植林を成し遂げ、ついにはこの地の払い下げを受けた。
20世紀初頭、日本各地でようやく幹線鉄道が開通し始めたばかりのこの頃、遠藤も1914年（大正3年）に全線開通したばかりの磐越西線（開通当時「岩越線」）で、アカマツ5万本・ウルシ2万本・スギ3万本、苗木合計10万本を新潟方面から運び、さらに猪苗代からは馬車で裏磐梯方面へ運んだ。しかし、岩屑なだれに覆われた一帯はかつての道路などは埋没したままであり、至るところに大きな岩がごろごろと転がっており、あるいは泥濘と化した荒地に新たに道路を造りながらの前進は非常に困難を極めたという。
また、植林に関する知識は中村弥六の協力を得て、雪に覆われる冬も柳沼近くに番小屋を立てて齋藤丹之丞が中心となって、その苗木の生長を見守っていた。結果、出費が重なりやがて本業も傾きだしたという。
さらに遠藤は森林組合を結成し、さらなる緑化活動に従事するが、その中で磐梯山の旧噴火口に注水して温泉にするいわゆる造成温泉の事業をはじめ、成功するもこれが組合の法規に触れて不評を買ってしまう。苦悶の末に病に倒れ、1934年（昭和9年）、この世を去った。享年73。

## 人物
戊辰戦争（会津戦争）当時、現夢は4歳位であり、戦乱で会津の街が一面焦土と化した記憶が焼き付いていたため、自分が裏磐梯を緑に変えようとしたとも言われている。そのため、現在のような緑豊かな裏磐梯を磐梯高原として目の当たりにできるのは、現夢をはじめ多くの県民の思いと心血を注いだ努力があったからに他ならない。
なお現夢が生前に立てた墓碑と、磐梯山噴火で亡くなった犠牲者の慰霊碑が五色沼（柳沼）のほとりに残されている。墓碑は磐梯山噴火の折に落下した巨石の下にあり、妻・イクと共に埋葬されている。碑石には辞世の句として、「なかきよに（長き世に） みしかきいのち（短き命） 五十年 ふんかおもへば（噴火思えば） 夢の世の中」と刻まれている。
また、墓の傍には1961年（昭和36年）に息子の義之助が亡父の偉業を後世に遺すための石碑が建立され、碑の裏側には「とこしえに 来りつたへよ 時鳥 知る人ぞ知る 父の功を」の句が刻まれている。